# Satantango
Satantango (ungerska: Sátántangó) är en roman från 1985 av den ungerske författaren László Krasznahorkai. Handlingen utspelar sig i en dystert porträtterat ungersk by, där en man från den hemliga polisen anländer. Boken var Krasznahorkais debutroman och blev en sensation i Ungern när den släpptes. Den gavs ut på svenska i augusti 2015, översatt av Daniel Gustafsson Pech. Regissören Béla Tarr har filmatiserat romanen som en sju och en halv timme lång film från 1994, med samma titel.